# Victor Negrescu

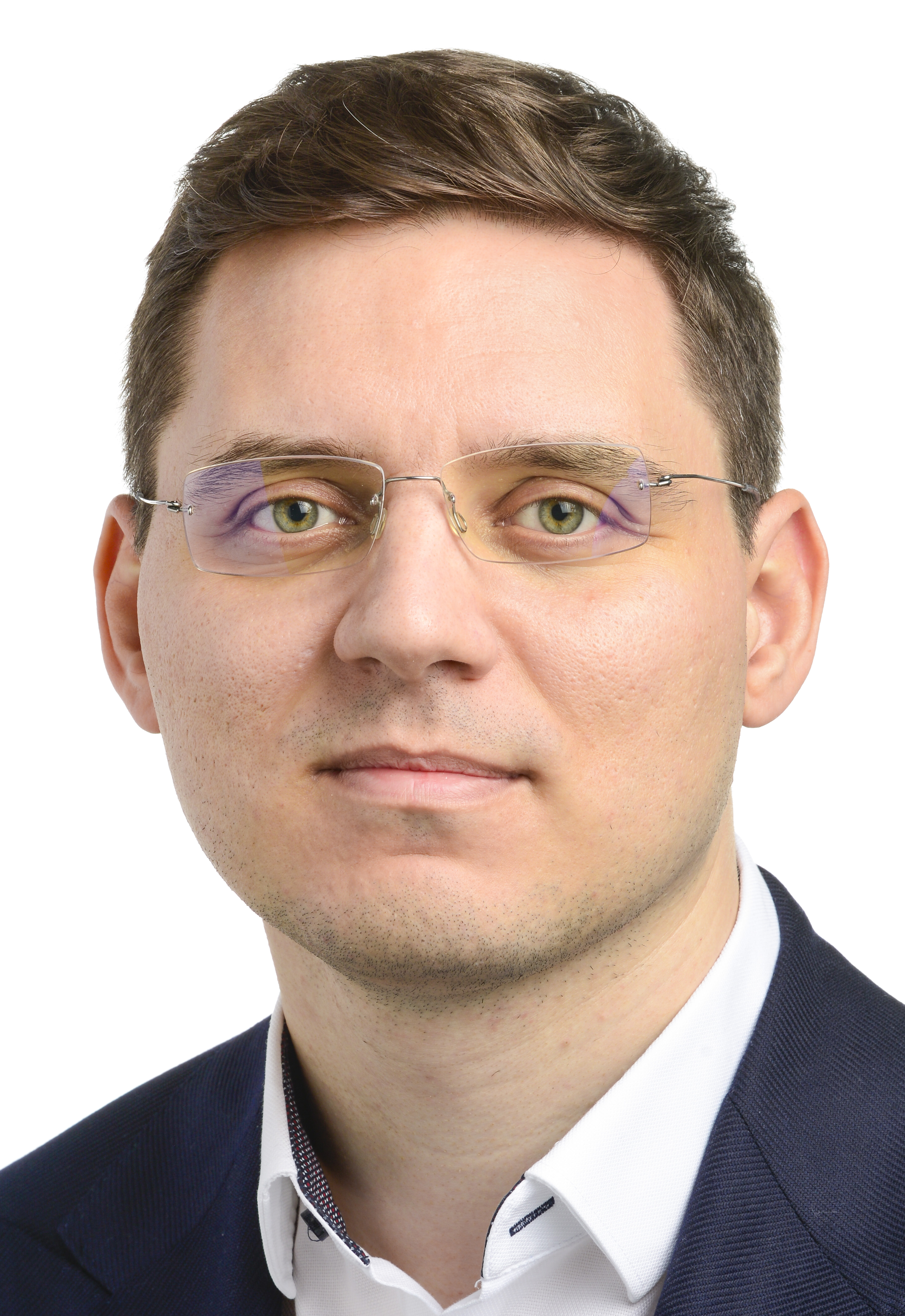
Victor Negrescu (2024)

Victor Negrescu (* 17. August 1985 in Bukarest) ist ein rumänischer Politiker der Partidul Social Democrat.

## Leben
Negrescu besuchte Schulen in Brüssel (1997–2001) und Paris (2001–2004). Bis 2008 studierte er Politikwissenschaften in Bukarest. Danach war er Doktorand und arbeitete für den Politiker Titus Corlățean.
Von 2014 bis 2017 war Negrescu erstmals Abgeordneter im Europäischen Parlament. Dort war er Mitglied im Haushaltsausschuss und in der Delegation in der Paritätischen Parlamentarischen Versammlung AKP-EU. Negrescu war Nachrücker für die Politikerin Ecaterina Andronescu, die ihr Mandat nicht annahm.
Im Juni 2017 hat das rumänische Parlament der neuen Regierung unter Ministerpräsident Tudose das Vertrauen ausgesprochen. Am 29. Juni 2017 wurde Negrescu im Kabinett Tudose Minister für Europapolitik. Am 29. Januar 2018 wurde Negrescu erneut Minister für Europapolitik im Kabinett Dăncilă. Am 9. November 2018 trat er zurück.
Bei der Europawahl 2019 trat Negrescu erneut an. Er konnte sein Mandat nicht direkt antreten, sondern musste bis zum Ausscheiden der britischen Abgeordneten im Februar 2020 durch den Brexit warten.